# Verneuil-sur-Igneraie
Verneuil-sur-Igneraie é uma comuna francesa na região administrativa do Centro, no departamento Indre. Estende-se por uma área de 9,88 km². Em 2010 a comuna tinha 324 habitantes (densidade: 32,8 hab./km²).